# Francisco II da Matamba
Francisco II (Nascido Francisco Kalwete ka Mbandi; Falecido em 1810) foi o rei (Angola) de Matamba e Dongo entre 1767 até 1810.

## Biografia
Francisco foi filho provavelmente de Verônica II, destronada em 1758 por sua irmã Ana III. Por sua vez Francisco aplicaria um novo golpe em 1767 contra sua tia, destronando-a e a decapitando. Após tal evento as filhas da falecida rainha, Camana e Murili fogem para Kidona perto do rio Cuanza e fundam um novo reino chamado Reino de Jinga, que entrara em guerra contra o debilitado reino de Matamba. A guerra durou até 1800 com o reconhecimento de Jinga como um reino soberano por Francisco.
O rei viria a falecer em 1810, sendo sucedido por Andala Camana, filho de Camana e que reinou até 1833.